# Parallelia fruhstorferi
Parallelia fruhstorferi là một loài bướm đêm trong họ Erebidae.